# Werner Krüger
Werner Krüger (Kołobrzeg, 23 de novembro de 1910 – Göttingen, 21 de outubro de 2003) foi um engenheiro e inventor alemão.

## Biografia
Krüger é reconhecido como inventor do flap Krüger, desenvolvido por ele em 1943 em Göttingen e enviado para patente em 12 de janeiro de 1944 pela Aerodynamische Versuchsanstalt (AVA).